# John L. Russell
John L. Russell (New York, 15 maggio 1905 – Los Angeles, 22 luglio 1967) è stato un direttore della fotografia statunitense.
Collaborò con il regista Alfred Hitchcock in Psyco (1960), per cui ottenne la candidatura all'Oscar alla migliore fotografia, e in numerosi episodi della serie Alfred Hitchcock presenta.

## Filmografia
- Park Row, regia di Samuel Fuller (1952)
- La città che non dorme (City That Never Sleeps), regia di John H. Auer (1953)
- Atomicofollia  (The Atomic Kid), regia di Leslie H. Martinson (1954)
- Psyco (Psycho), regia di Alfred Hitchcock (1960)
- Il gabinetto del Dr. Caligari (The Cabinet of Caligari), regia di Roger Kay (1962)